# Nudiantennarius subteres
Nudiantennarius subteres är en fiskart som först beskrevs av Smith och Lewis Radcliffe 1912.  Nudiantennarius subteres ingår i släktet Nudiantennarius och familjen Antennariidae. Inga underarter finns listade i Catalogue of Life.